# Liga de los Comunistas de Yugoslavia
La Liga de los Comunistas de Yugoslavia (en serbocroata: Savez Komunista Jugoslavije, Савез комуниста Југославије), antes de 1952 Partido Comunista de Yugoslavia (en croata: Komunistička Partija Jugoslavije), fue el partido político de ideología socialista que gobernó la República Federal Socialista de Yugoslavia desde el fin de la Segunda Guerra Mundial hasta su desaparición bajo el régimen de partido único. El PCY fue fundado como tal el 24 de junio de 1920. El 30 de diciembre de ese mismo año se decreta en el Reino de los Serbios, Croatas y Eslovenos la ilegalidad del Partido y en general de cualquier actividad comunista mediante la Ley de Protección Estatal.
Sus antecedentes vienen del Partido Socialista Obrero de Yugoslavia, el cual se fundó el 23 de abril de 1919 en Belgrado, mediante un "Congreso de Unificación" donde 432 delegados de diversos grupos y partidos de izquierda como el Partido Social-Demócrata de Bosnia-Herzegovina, el Partido Social-Demócrata de Croacia y Eslovenia, entre otros. El PCY fue considerado ilegal hasta que se instauró como gobierno de la propia república tras la derrota de los alemanes y la instauración del gobierno independiente y popular encabezado por el líder de la resistencia antinazi Josip Broz "Tito".
El puesto más alto del partido era la Secretaría General, la cual fue ocupada desde 1937 por Tito, quien se mantuvo en ese cargo hasta su muerte en 1980.
Tras el colapso de Yugoslavia, el nombre fue heredado por varios partidos y movimientos remanentes.

## Líderes
El partido fue dirigido al principio por los Secretarios del Comité Central y más tarde por los Presidentes del Presidium:
| Nombre | Período                                   | Puesto, notas                                                      |
| --- | ----------------------------------------- | ------------------------------------------------------------------ |
| Filip Filipović Živko Topalović                                                                                               | Abril de 1919 - junio de 1920             | Secretarios políticos                                              |
| Vladimir Ćopić | Abril de 1919 - junio de 1920             | Secretario de organización                                         |
| Pavle Pavlović Jakov Lastrić                                                                                                  | Junio de 1920 - agosto de 1921            | Presidentes del Comité Central                                     |
| Filip Filipović Sima Marković                                                                                                 | Junio de 1920 - agosto de 1921            | Secretarios políticos                                              |
| Vladimir Ćopić | Junio de 1920 - agosto de 1921            | Secretario de organización                                         |
| Después de haber sido prohibido en 1921, la dirección alternativa del partido, formada en junio de 1921, asumió el liderazgo: |                                           |                                                                    |
| Kosta Novaković Triša Kaclerović Moša Pijade                                                                                  | Agosto de 1921 - julio de 1922            | Alternativa de Liderazgo Central del Partido                       |
| Una facción de liderazgo surgió como Comité Ejecutivo del Partido Comunista en el Exilio en oposición a la Alternativa        |                                           |                                                                    |
| Sima Marković | Septiembre de 1921 - julio de 1922        | Comité Ejecutivo del Partido Comunista en el Exilio                |
| Las facciones se unieron en la Primera Conferencia de Estado celebrada en Viena en julio de 1922.                             |                                           |                                                                    |
| Sima Marković | Julio de 1922 - mayo de 1923              | Secretario                                                         |
| Triša Kaclerović | Mayo de 1923 - mayo de 1926               | Secretario                                                         |
| Sima Marković | Mayo de 1926 - abril de 1928              | Secretario político                                                |
| Radomir Vujović | Mayo de 1926 - abril de 1928              | Secretario de organización                                         |
| El Comité Central fue depuesto en abril de 1928 por el Comintern y reemplazado por un liderazgo temporal.                     |                                           |                                                                    |
| Liderazgo temporal bajo Đuro Đaković                                                                                          | Abril - noviembre de 1928                 |                                                                    |
| Jovan Mališić | Noviembre de 1928 - 1934                  | Secretario político                                                |
| Đuro Đaković | Noviembre de 1928 - 1929                  | Secretario de organización                                         |
| Desde 1930 el liderazgo del partido estuvo en el exilio en Viena sin contacto con el país hasta 1934.                         |                                           |                                                                    |
| Milan Gorkić | Diciembre de 1934 - noviembre de 1936     | Secretario político                                                |
| Milan Gorkić | Noviembre de 1936 - 23 de octubre de 1937 | Secretario general; asesinado en Moscú en 1939                     |
| Josip Broz Tito | Noviembre 1936 - mayo de 1938             | Secretario de organización; desde diciembre de 1936 en Yugoslavia. |
| Liderazgo temporal bajo Josip Broz Tito                                                                                       | Mayo de 1938 - marzo de 1939              |                                                                    |
| Josip Broz Tito | Marzo de 1939 - 4 de mayo de 1980         | Secretario general, después Presidente del Presidium               |
| Desde 1980 cada república yugoslava tuvo su propio líder nacional.                                                            |                                           |                                                                    |

## Ramas
| República                                    | Rama                                                                      |
| -------------------------------------------- | ------------------------------------------------------------------------- |
| República Socialista de Serbia               | Liga de los Comunistas de la República Socialista de Serbia               |
| República Socialista de Croacia              | Liga de los Comunistas de la República Socialista de Croacia              |
| República Socialista de Montenegro           | Liga de los Comunistas de la República Socialista de Montenegro           |
| República Socialista de Eslovenia            | Liga de los Comunistas de la República Socialista de Eslovenia            |
| República Socialista de Bosnia y Herzegovina | Liga de los Comunistas de la República Socialista de Bosnia y Herzegovina |
| República Socialista de Macedonia            | Liga de los Comunistas de la República Socialista de Macedonia            |